# Tomnahurich
Il Tomnahurich Cemetery è un cimitero di Inverness (Scozia). 

## Etimologia
Tomnaurich è un termine gaelico che può essere tradotto come "collina delle fate" or "collina dei tassi".

## Caratteristiche
Il camposanto si trova a circa 1.5 km a sud-est del centro cittadino su una collina che sorge isolata tra il Canale di Caledonia e il fiume Ness. La cima della collina si trova a 70 m s.l.m., e la sua prominenza topografica è di 53 m.
Il cimitero è diviso in due zone: un camposanto formale sul pianoro con il quale culmina la collina, che ospita anche un memoriale dedicato ai militari caduti in guerra, e il Lower Cemetery ("Cimitero Basso"), che occupa il terreno pianeggiante ai piedi della collina. Alcuni sentieri collegano le due aree di sepoltura. I fianchi della collina sono piuttosto ripidi e ricoperti da vegetazione arborea, e forniscono un habitat adatto a varie specie di uccelli. Dalla zona sommitale si gode di un ampio panorama sulla città di Inverness, il Moray Firth e sulla valle del fiume Ness. Lo stesso Tomahurich, visto dalla pianura circostante, è un importante punto di riferimento visuale.

## Storia

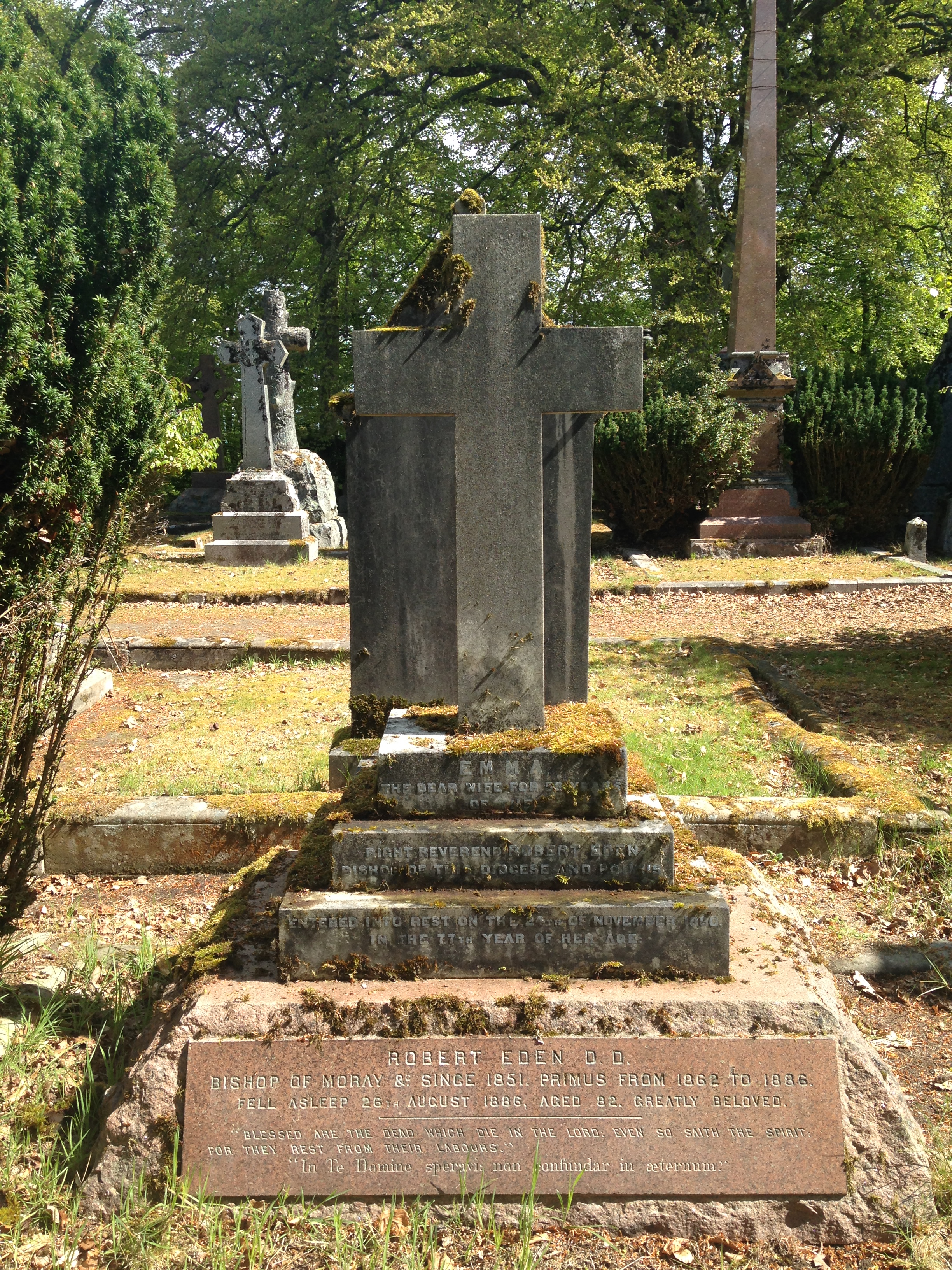
La tomba del vescovo Robert Eden

Prima di essere usata come cimitero la collina, anche grazie alla sua prominenza, ospitò vari eventi sociali quali una corsa di cavalli che si svolgeva ai suoi piedi tra il 24 e il 25 di maggio di ogni anno. Nel 1753 la zona, il cui terreno era considerato di una qualità troppo scarsa per un uso agricolo, venne rimboschita, in particolare con esemplari di Pinus sylvestris. Il panorama del quale si gode dalla cima della collina venne lodato nel corso del tempo da vari scienziati e artisti, tra i quali si può ricordare Thomas Pennant, che salì sul Tomnahurich nel Settecento e ne trascrisse il nome come Tommin heurich.
Nella seconda metà dell'Ottocento la Inverness Cemetery Company, una società per azioni, costruì l'attuale cimitero, che vene inaugurato nel 1864. Per quanto la sua progettazione venga attribuita a Charles Heath Wilson, una buona parte del lavoro fu fatta da George Grant Mackay, un ingegnere civile scozzese. Il cimitero si espanse gradualmente attorno alla collina, e nel 1909 la sua proprietà venne acquisita dall'amministrazione comunale di Inverness. Durante la Seconda Guerra Mondiale molte delle catene e delle altre strutture metalliche presenti vennero rimosse, in modo da venire fusi e contribuire così allo sforzo bellico del Regno Unito.

## Architettura e scultura

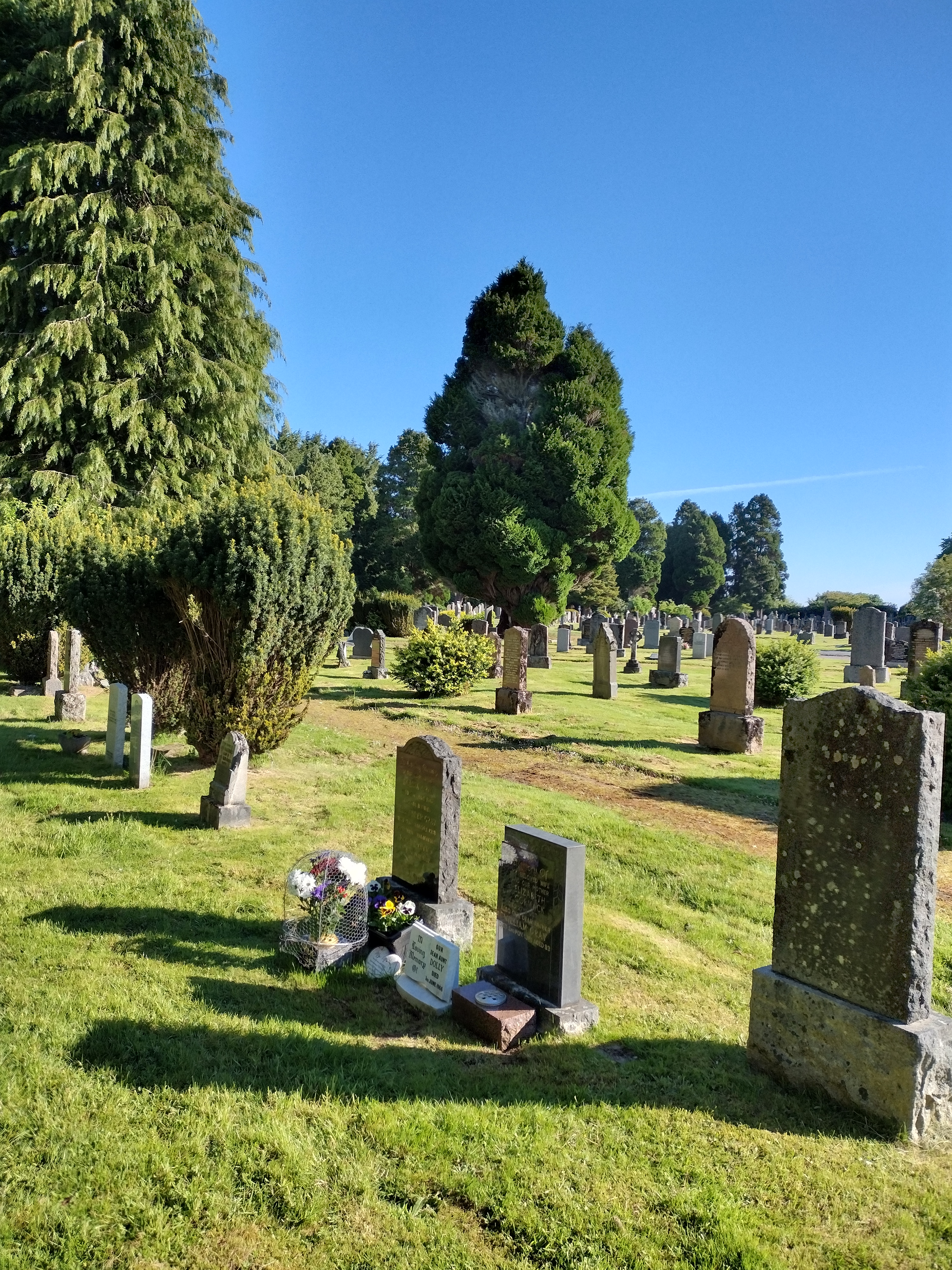
La parte bassa del cimitero

Molte pietre tombali e altre strutture del cimitero sono di interesse storico e architettonico. Tra queste si possono ricordare il monumento funerario a Mary Anne Lyall, realizzato da Andrew Davidson (1841-1925), o il mausoleo di Henry Christie, presso la cui porta marmorea sta di guardia la statua di un angelo armato. Presso l'entrata principale del complesso funerario si trova un edificio progettato dall'architetto Alexander Ross nel 1877.